# Nuphar

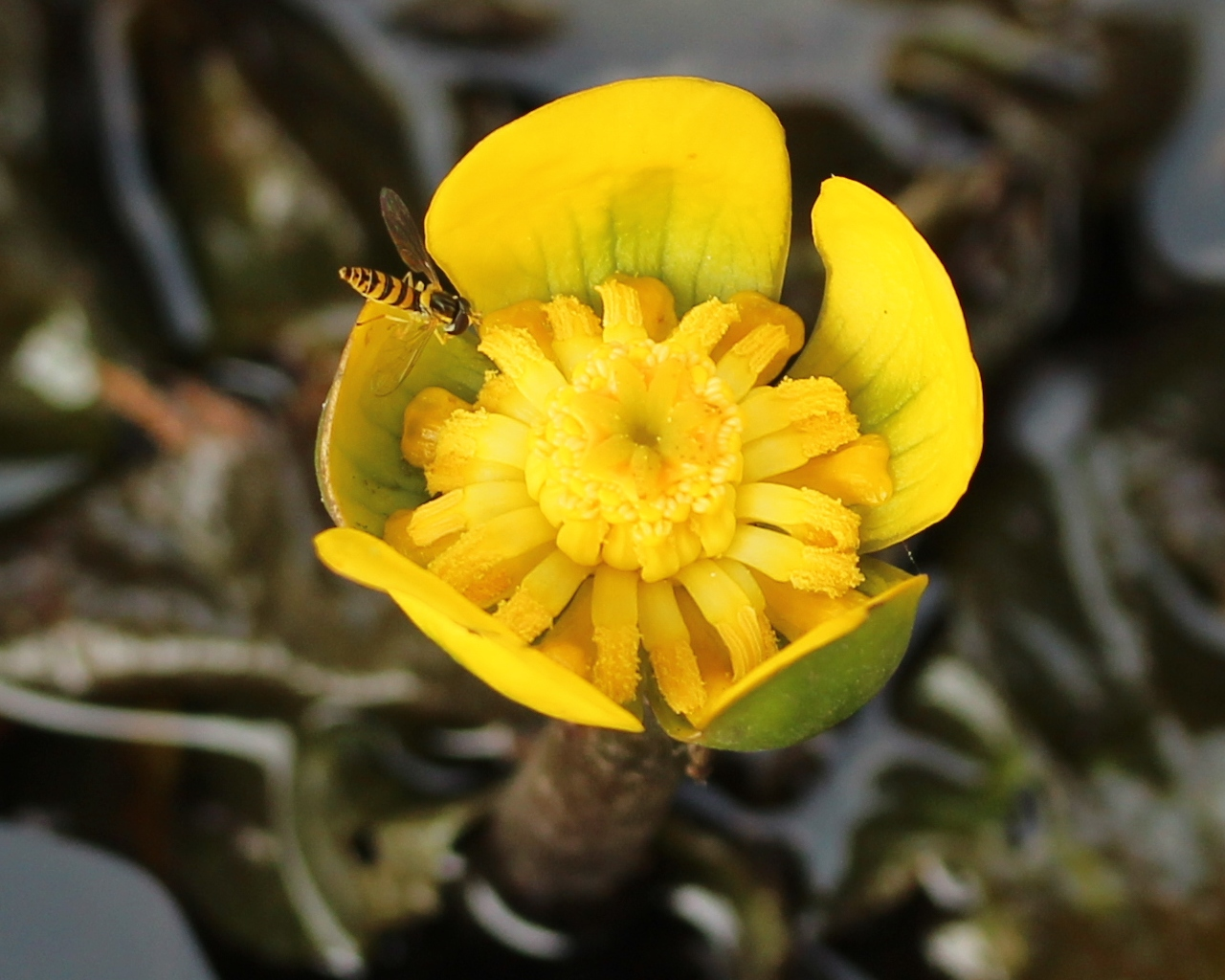
Flor de Nuphar subintegerrima Makino a ser polinizada por uma mosca do grupo Syrphidae. Note-se a pétalas reduzidas.

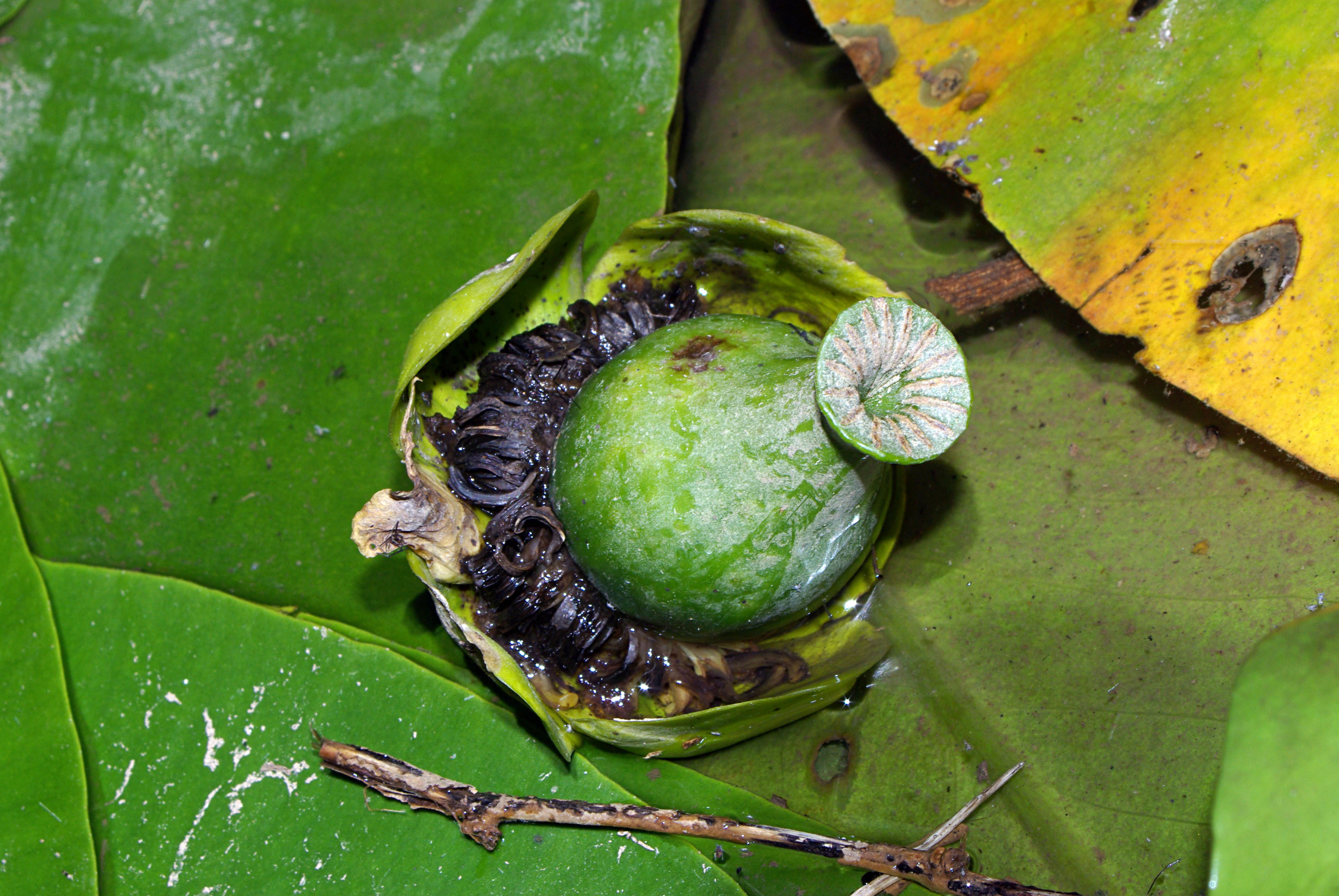
Fruto imaturo de Nuphar lutea.

Nuphar é um género plantas com flor, aquáticas, pertencente à família Nymphaeaceae, com distribuição natural nas regiões de clima temperado a subárctico do Hemisfério Norte. O género inclui as espécies conhecidas geralmente pelo nome comum de nenúfares.

## Descrição
A etimologia do nome específico Nuphar assenta no latim medieval nuphar, derivada do termo do latim nenuphar, derivado do árabe nīnūfar, do persa nīlūfar, do sânscrito nīlōtpala = flor do lótus azul. Para uso como designação de género em botânica, o nome é tratado gramaticalmente como feminino.
O género Nuphar está filogeneticamente e morfologicamente muito próximo de Nymphaea, sendo que Nuphar difere por apresentar pétalas que são muito menores que as 4-6 sépalas coloridas de amarelo brilhante, enquanto que em Nymphaea as pétalas são muito maiores que as sépalas. Estes géneros também diferem na maturação dos frutos: enquanto amadurecem, os frutos de Nuphar permanece acima do nível da água elevados pelos seus escapos rígidos, enquanto os frutos de Nymphaea se afundam para baixo do nível da água imediatamente após o fechar da flor, maturando submersos. Em ambos os géneros, as folhas são flutuantes e apresentam um entalhe radial desde o seu perímetro até ao ponto de fixação do pecíolo. Dependendo da espécie, as folhas variam de cordadas a praticamente circulares, com o pecíolo inserido no meio, dando uma aparência de folhas peltadas. Algumas espécies, no entanto, apresentam versões modificadas dessa morfologia foliar, sendo disso exemplo as folhas de Nuphar sagittifolia que assumem uma forma sagital alongada.
O número de espécies no género não é consensual, estando em revisão. Até meados do século XX, era comum tratar o género como integrando apenas uma espécies, com grande variabilidade morfológica, para a qual era em geral usado o binome N. lutea (o nenúfar-europeu) como designação com prioridade, enquanto outros taxonomistas aceitavam cerca de uma dezena de espécies adicionais com base nos padrões taxonómicos de tradicionais de base morfológica.
Estudos de biologia molecular recentes permitiram confirmar a existência de diferenças substanciais entre as espécies da Eurásia (secção Nuphar) e as espécies da América (secção Astylus), excepto para a espécie norte-americana Nuphar microphylla que se aproxima das espécies euroasiáticas. A taxonomia de base molecular mostrou de forma conclusiva que está fora de questão o agrupamento em apenas uma ou poucas espécies, o que forçou o aumento do número de espécies consideradas como validamente descritas, que alguns investigadores elevam até cerca de 70 espécies. Na listagem dos Kew Gardens estão dadas como válidas mais de 20 espécies, subespécies e variedades, apresentando um número similar consideradas como não resolvidas, em conjunto com mais de 20 sinónimos taxonómicos.
As espécies de Nuphar são geralmente menos úteis como alimento ou medicamento do que várias espécies no género próximo Nymphaea (os lírios-de-água). As alegações sobre a comestibilidade ou não da planta variam muito, o que pode em alguns casos ter reflectido erros e confusão entre espécies com nomes comuns similares, mas à luz do reconhecimento de um número maior de espécies, a complexidade pode ser em grande parte devida aos diferentes atributos das espécies não reconhecidas que diferem nas suas características. No entanto, algumas espécies têm sido usadas para fins medicinais e de alimentação por povos autóctones e as folhas são pastoreadas por cervos e outros animais.
Brotos e folhas jovens são por vezes cozidos, mas podem ser muito amargos para o palato humano ao ingerir. Se as raízes podem ser comidas, como é amplamente divulgado, é objecto de dúvidas; algumas fontes afirmam que são muito amargas, muito cheias de taninos, ou simplesmente muito venenosas para comer não diluídas em outros alimentos ou após prolongado exaguamento, excepto quando cozidas ou enxaguadas por tanto tempo que não são viáveis como alimento em tempo de fome. Todas as fontes, no entanto, concordam que as sementes maduras podem ser torradas como pipocas ou usadas em várias formas na culinária. Quando assim tratadas, as sementes são agradáveis ao paladar e nutritivos, mas requerem muito trabalho para a colheita e retirada da cápsula dos frutos. Até certo ponto, essa tarefa pode ser minorada deixando apodrecer o fruto debaixo de água durante três semanas ou mais, após o que a remoção das sementes é mais fácil. O material apodrecido, no entanto, é muito desagradável de se lidar. Diz-se que as pétalas de flores são usadas para fazer chá, mas não está claro se isso se refere às pétalas propriamente ditas ou às sépalas maiores e mais conspícuas. As folhas de algumas espécies são suficientemente grandes para serem utilizadas na embalagem de alimentos, por exemplo usando-as como invólucro na culinária.
Entre os alcaloides presentes neste género inclui-se a nufarolutina, nufamina e nufaridina. The presence of such compounds could explain some of the medicinal uses Existe um crescente interesse neste alcaloides de Nuphar pelas suas funções biológicas e farmacológicas pelo que a sua síntese tem vindo a ser ensaiada nas últimas décadas. Tem sido especulado que estes e outros compostos bioactivos podem estar relacionados com algumas das aplicações médicas tradicionais destas plantas.
Para além do potencial uso farmacológico, as folhas de Nuphar são objecto de relatos que lhe apontam um conteúdo de taninos em concentrações suficientes que lhe permitem terem sido amplamente utilizados para curtimento e tingimento de couro, e também como anti-hemorrágicos capazes de estancar sangramento em humanos. As raízes de algumas espécies também contêm tanino suficiente para serem usadas para curtimento de peles.

## Ecologia
As espécies de Nuphartêm como habitat as lagoas pouco profundas, margens de lagos e rios de águas lentas (meios lênticos), desenvolvendo-se em águas com até 5 m de profundidade. Espécies diferentes estão adptadas a tipos diferentes de águas lênticas, preferindo águas ricas em nutrientes (e.g. Nuphar lutea) ou pobres em nutrientes (e.g. Nuphar pumila).
Como a mioria dos solos encharcados e pantanosos são hipóxicos, as espécies deste género são em geral capazes de germinar e se desenvolver temporariamente mesmo na ausência de oxigénio no solo e nas águas, apresentando a possibilidade de fuxo de massa de ar contendo oxigénio que penetra a planta pelas folhas juvenis atingindo e atravessando o rizoma e saindo pelas folhas mais velhas. Ambas estas adaptações fisiológicas são consideradas típicas das plantas das zonas húmidas e dos solos encharcados.
Como muitos outros membros das Nymphaeaceae que apresentam crescimento vigoroso, algumas espécies de  Nuphar  tendem a cobrir completamente a superfície da água, bloqueando a luz e, assim eliminando tanto as plantas submersas quanto os organismo aquáticos menos competitivos. Estas plantas também produzem alcaloides que demonstraram experimentalmente ser alelopáticos, embora não esteja claro quão relevantes os compostos possam estar na natureza.
Aves aquáticas, como algumas espécies de patos, comem sementes de Nuphar, o mesmo acontecendo com mamíferos como o castor e o coypu, que comem as raízes de pelo menos algumas espécies. Algumas espécies de veados comem flores e folhas juvenis.

## Espécies
Entre outras, o género Nuphar inclui as seguintes espécies:
Nuphar Secção Astylus
- Nuphar advena (Aiton) W.T.Aiton –
- †Nuphar carlquistii DeVore, Taylor, & Pigg
- Nuphar polysepala Engelm.
- Nuphar sagittifolia (Walter) Pursh
- Nuphar variegata Engelm. ex Durand –

Nuphar Secção Nuphar
- Nuphar japonica DC.
- Nuphar lutea (L.) Sm. – nenúfar-amarelo (espécie tipo do género)
- Nuphar microphylla (Pers.) Fern[21]
- Nuphar pumila (Timm) DC. –

São conhecidos vários híbridos naturais resultantes do cruzamento inter-específico neste género.

## Galeria

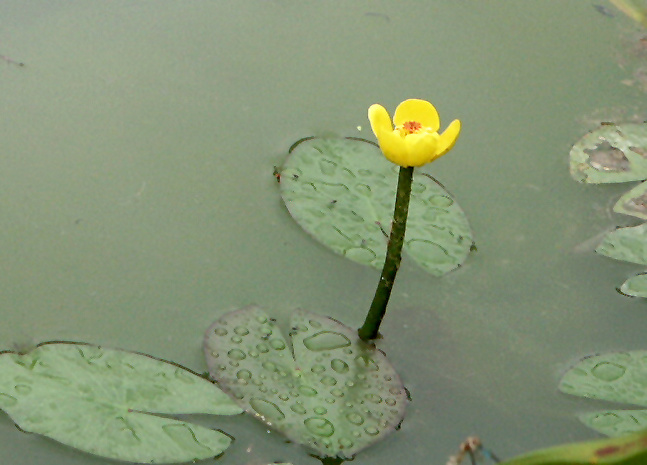
Nuphar pumila.
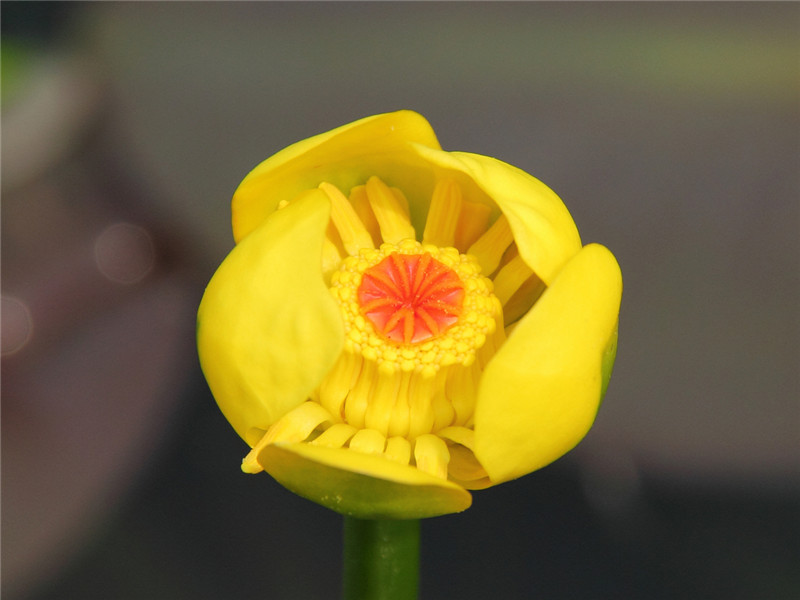
Nuphar pumila.
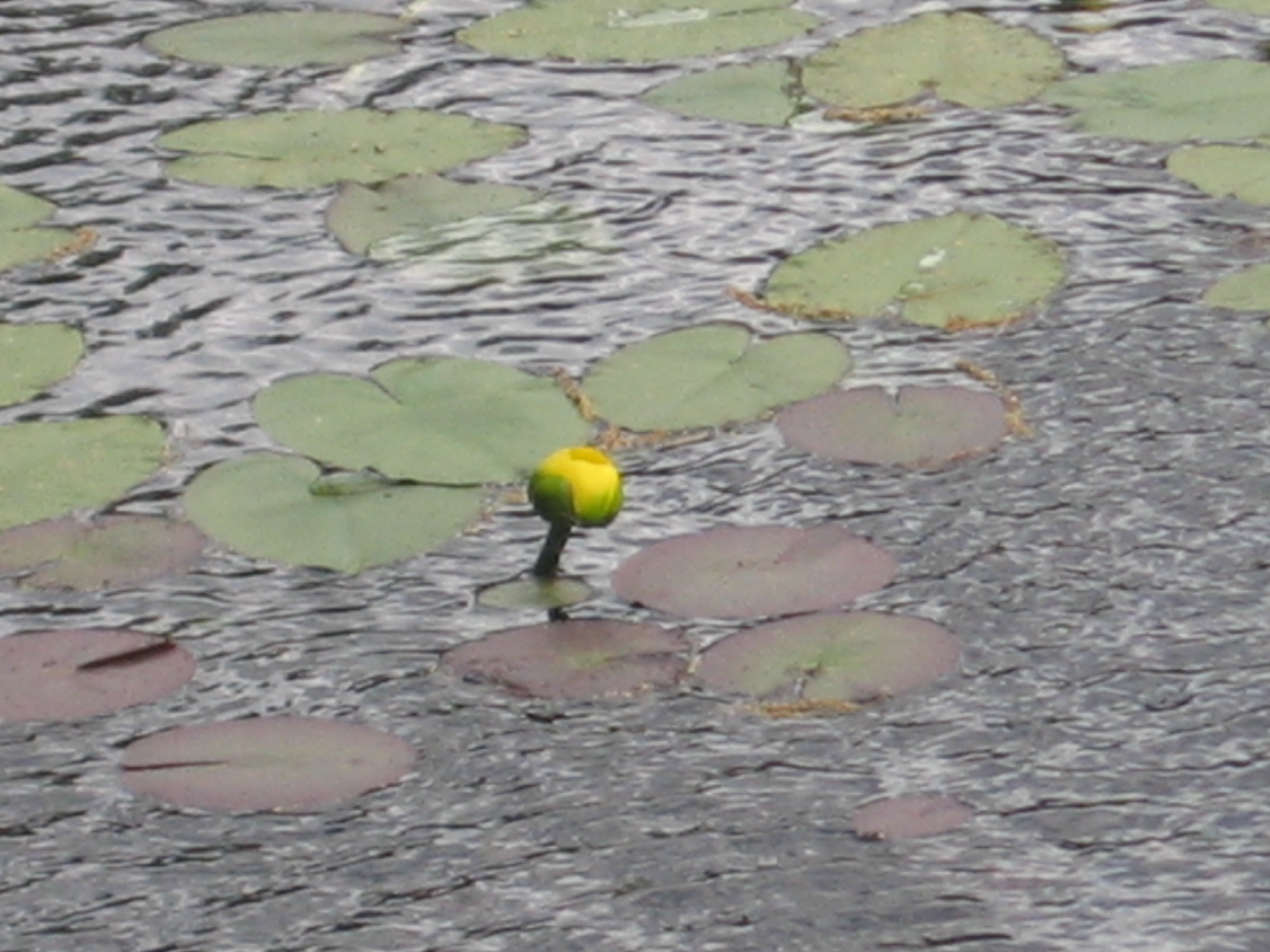
Folhas cordadas de Nuphar variegata.
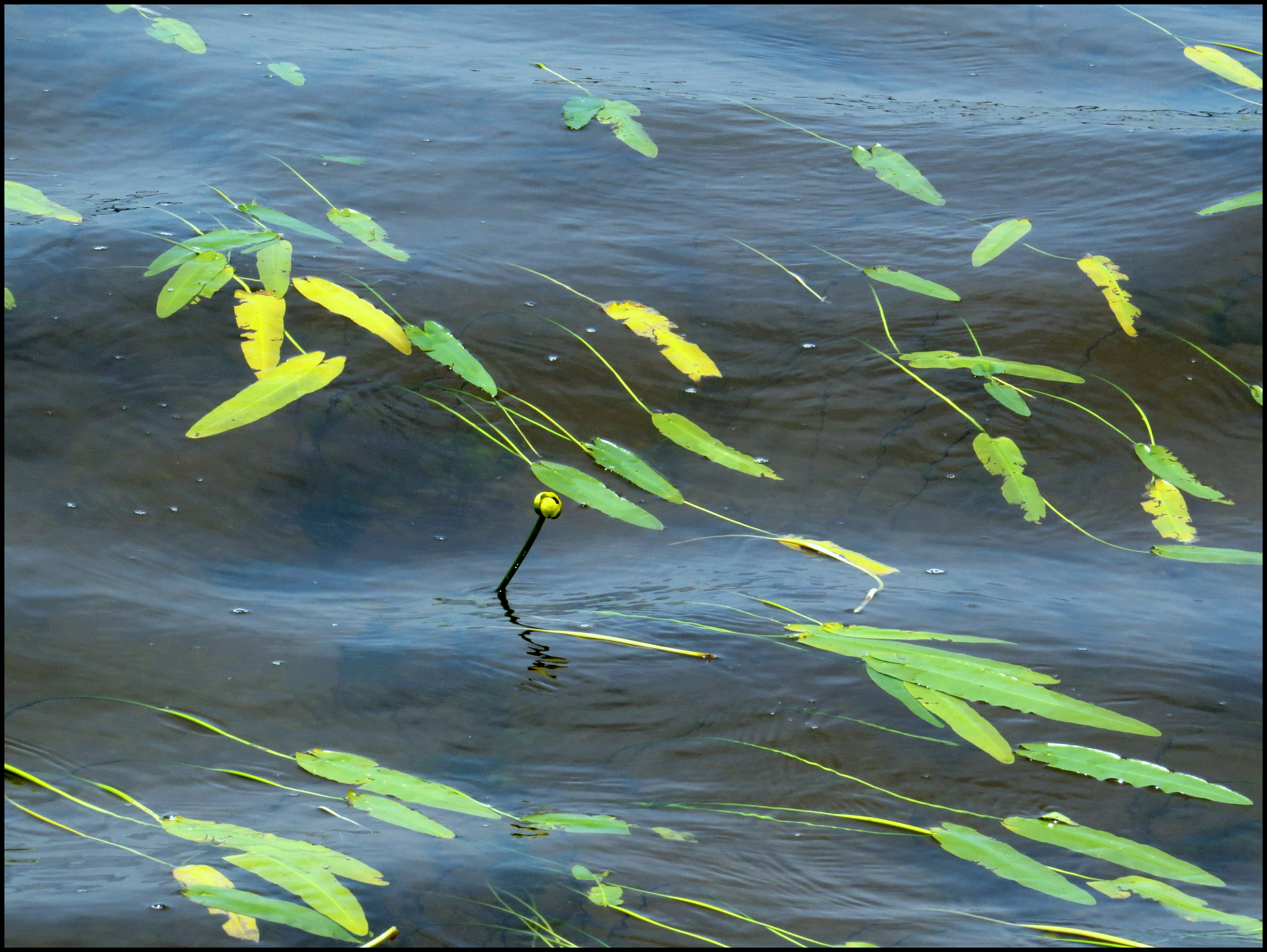
Folhas sagitadas de Nuphar sagittifolia.
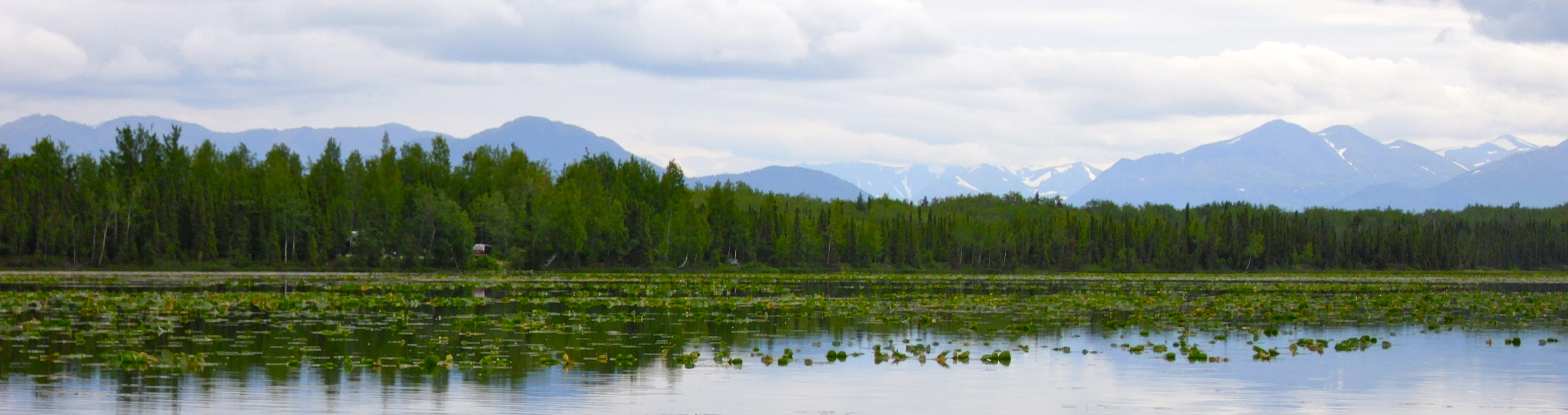
"Campo" de Nuphar numa lagoa (Kenai National Wildlife Refuge, Alaska).